# Nakajima-Kōen (metropolitana di Sapporo)
La stazione di Nakajima-Kōen (中島公園駅?, Nakajima-Kōen-eki) (N08) è una stazione della metropolitana di Sapporo situata nel quartiere di Chūō-ku, a Sapporo, Giappone. La stazione serve il parco Nakajima.

## Struttura
| 1 | Linea Namboku | per Makomanai |
| 2 | Linea Namboku | per Asabu     |

## Stazioni adiacenti
| «             | Servizio      | »              |
| Linea Namboku | Linea Namboku | Linea Namboku  |
| ------------- | ------------- | -------------- |
| Susukino      | Locale        | Horohira-bashi |